# طاقة كهرمائية

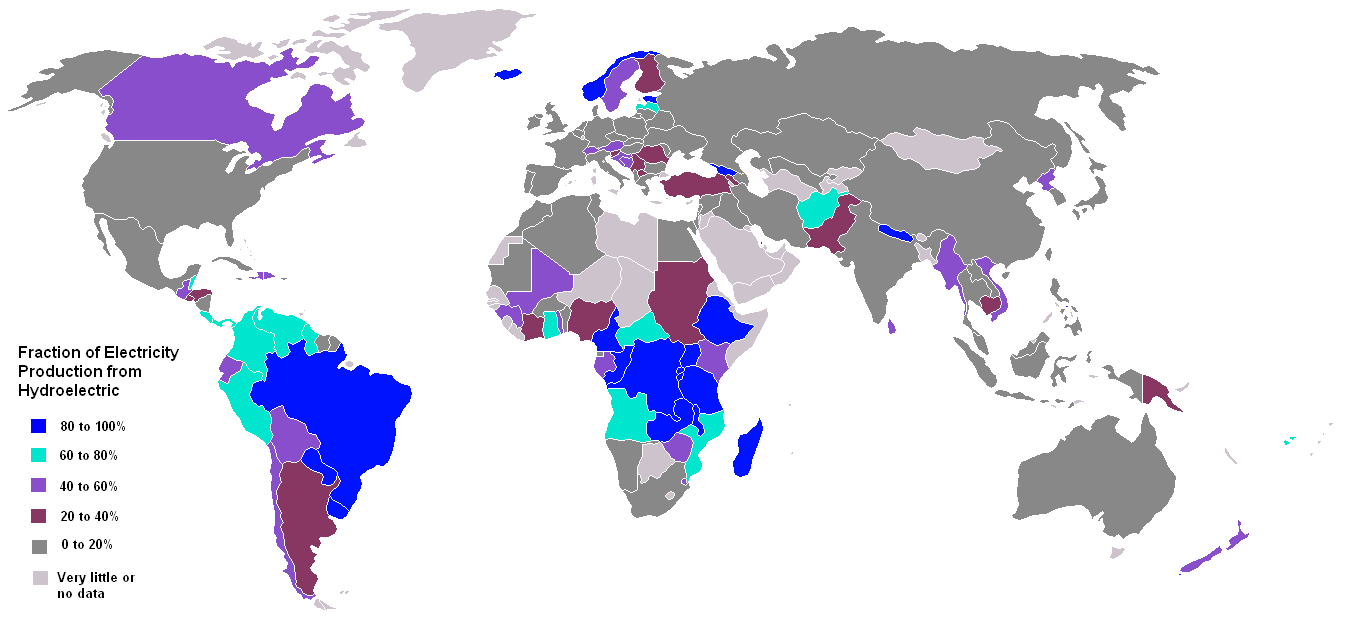
خريطة نسبة استعمال الكهرباء المائية

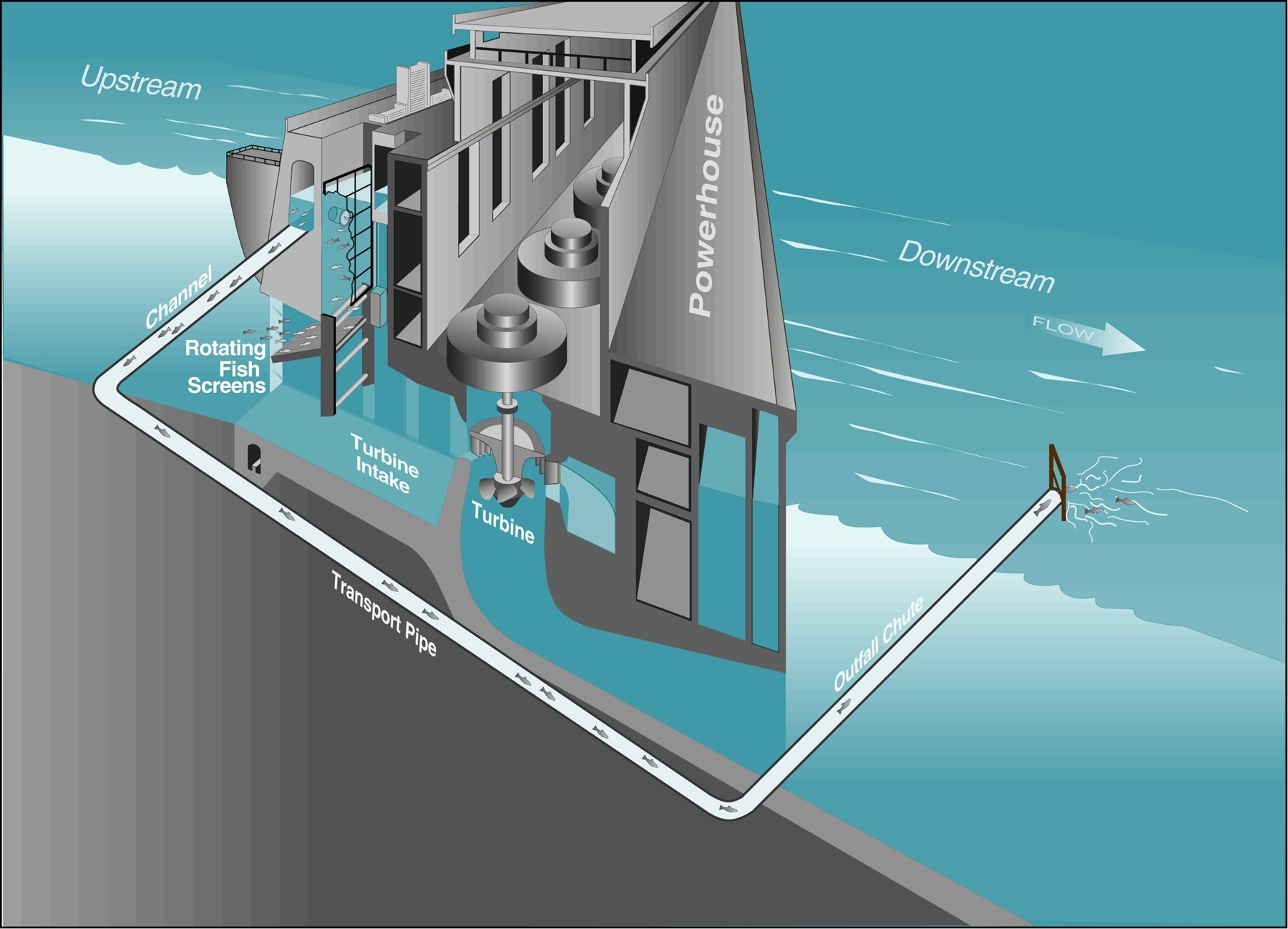
مجرى واحتياطات لمرور صغار السمك

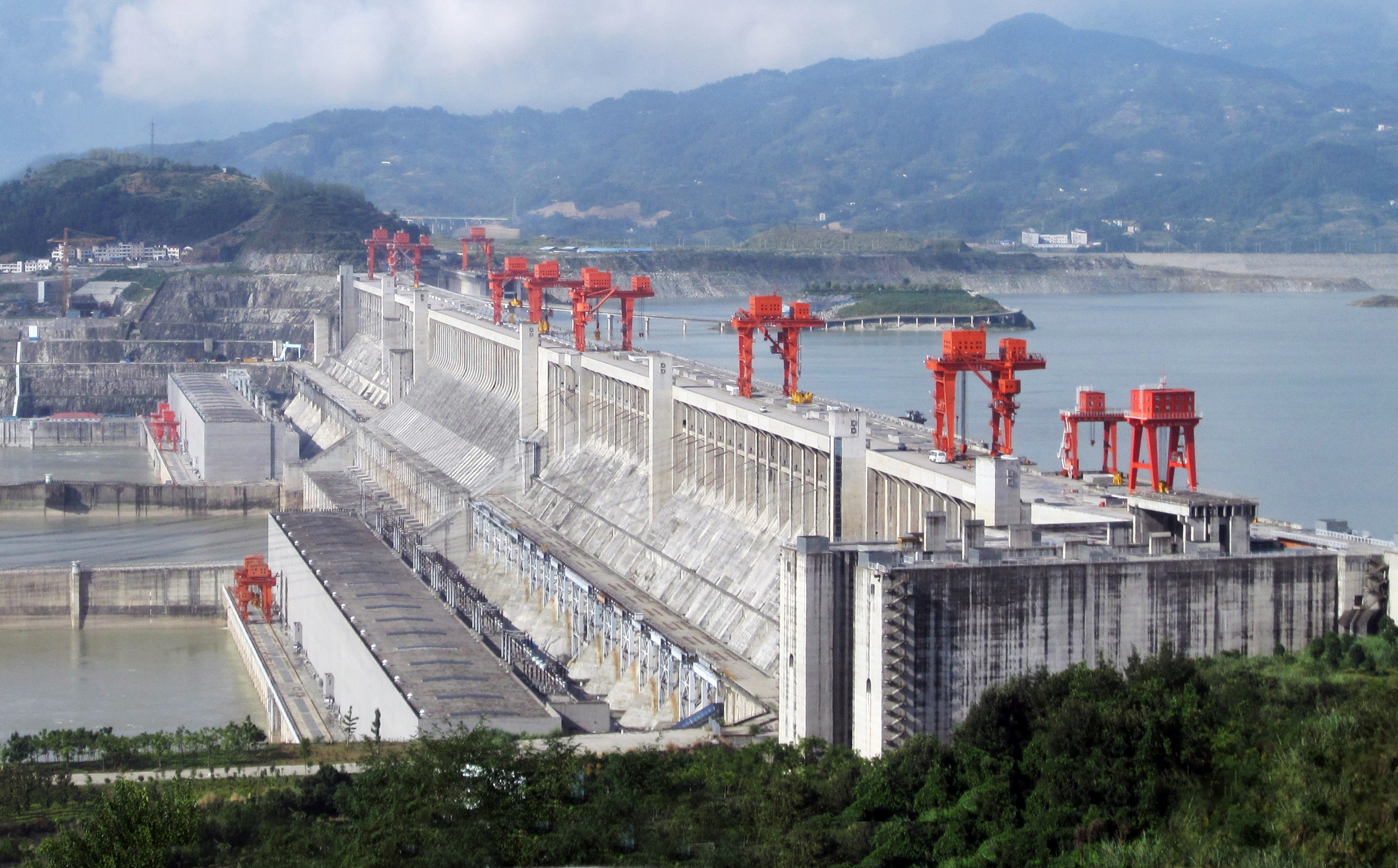
سد الممرات الثلاثة في الصين

الطاقة الكهرومائية (بالإنجليزية: Hydroelectricity) هي الكهرباء المنتجة من الطاقة المائية. في عام 2015، ولّدت الطاقة المائية 16.6% من إجمالي الكهرباء في العالم و 70% من طاقة الكهرباء المتجددة الكلية، ومن المتوقع أن تزيد بنحو 3.1% كل عام على مدى السنوات الخمس والعشرين المقبلة.
تُنتج الطاقة الكهرومائية في 150 دولة، إذ ولّدت منطقة آسيا والمحيط الهادئ 33% من الطاقة الكهرومائية العالمية في عام 2013. تُعتبر الصين أكبر منتج للطاقة الكهرومائية، إذ بلغ إنتاجها 920 تيراواط ساعي في عام 2013 ما يمثل 16.9% من استهلاك الكهرباء المحلي.
تُعد تكلفة الطاقة الكهرومائية منخفضة نسبيًا، الأمر الذي يجعلها مصدرًا تنافسيًا للكهرباء المتجددة. لا تستهلك المحطة المائية أيّ مياه، على عكس محطات الفحم أو الغاز. تبلغ التكلفة القياسية للكهرباء في محطة مائية بسعة أكبر من 10 ميغاواط من 3 إلى 5 سنتات أمريكية لكل كيلوواط ساعي. نتيجة وجود سد وخزان؛ تُعد أيضًا مصدرًا مرنًا للكهرباء، إذ إن الكمية التي تنتجها المحطة يمكن أن تختلف صعودًا أو هبوطًا بشكل سريع جدًا (أقل من بضع ثوانٍ) للتكيف مع متطلبات الطاقة المتغيرة. بعد إنجاز بناء المجمع الكهرومائي، لا ينتج المشروع أيّ نفايات مباشرة، وعادة ما يكون ذا مستوى إنتاج للغازات الدفيئة أقل بكثير مقارنة بمحطات الطاقة الكهروضوئية ومحطات الطاقة التي تعمل بالوقود الأحفوري بالتأكيد، بيد أنه عند بناء المشاريع في مناطق الغابات المطيرة المنخفضة حيث يكون غمر جزء من الغابة أمرًا ضروريًا، فإنها تصدر فعليًا ما يصل إلى 3 إلى 4 أضعاف أكثر من الغازات الدفيئة.

## أصل التسمية
الطاقة الكهرومائية عبارة عن ثلاث كلمات، وهي الطاقة الكهربائية المائية، حيث تم تركيب لفظا الكهربائية والمائية، في لفظ منحوت ليصبح اللفظ الكهرومائية.

## محطات توليد الطاقة الكهرومائية المعتمدة
هناك تنوع كبير من محطات الطاقة الكهرومائية اعتمادا على تكوين المجرى المائي، والتضاريس، وارتفاع الشلال:
- المواقع الجبلية مع ارتفاع كبير ولكن معدلات تدفق منخفضة؛
- المحطات متوسطة الحجم ذات التدفق العالي.
- المصانع في مجرى المياه، مع ارتفاع منخفض (10-15 م) ولكن تدفق مهم جدا

محطات نقل الطاقة عن طريق ضخها، وتديرها العنفات في المصب في أوقات الاستهلاك المرتفع، وضخ المياه في المنبع خلال ساعات *محطة توليد طاقة المد والجزر، توجيه تيارات المد والجزر اعتمادا على طبيعة السد (السدود، الوزن، الدعامات، الأرض، المحمول...): سقوط مرتفع أو متوسط أو منخفض، وتستخدم ثلاثة أنواع رئيسية من التوربينات (المراوح أو العنفات) على التوالي: بيلتون (Pelton)، فرانسيس (Francis)أو كابلان (Kaplan)

## طريقة توليد الطاقة الكهرومائية
تعتمد طريقة التوليد على تحويل طاقة الوضع للمياه إلى طاقة حركية أولا حيث ينهدر الماء من عالي ليدير توربينا، فيدير بدوره مولد كهربائي وينتج لنا طاقة كهربائية. تعتمد كمية الطاقة المنتجة على كمية الماء المارة بالثانية وعلى ارتفاع الماء، فكلما زاد معدل كمية الماء المار في التوربين زادت الطاقة المنتجة، وكلما زاد ارتفاع الماء زادت الطاقة الناتجة أيضا، ومعامل التناسب هو عجلة الجاذبية الأرضية كما سنراه هنا.
ولتوليد الكهرباء من طاقة وضع الماء يستلزم الآتي:
- يبنى سد على مجرى مائي، فيحجز الماء خلفه لتتكون بحيرة اصطناعية عالية بسعة مائية كبيرة. وتعتمد طاقة الوضع في ذلك الخزان الكبير على كمية المياه التي يحتويها (وبالتالي كتلتها) , وعلى ارتفاع منسوب الماء، وعلى الجاذبية الأرضية، طبقا للمعادلة الرياضية:

طاقة الوضع = كتلة × الجاذبية الأرضية × ارتفاع
حيث: نقيس الكتلة بالكيلوجرام
- والجاذبية: 81 .9 متر/ مربع الثانية
- الارتفاع: بالمتر (ارتفاع منسوب الماء بالنسبة للتوربين)

مخطط توضيحي للتوربين ومولد الكهرباء.

- عند فتح المنفذ المائي في السد، تتدفق المياه بتأثير الجاذبية، وتتحول طاقة الوضع الكامنة في الماء إلى طاقة حركية. وإذا أهملنا مقاومة أنبوب تدفق المياه أثناء حركتها إلى التوربين يمكن القول أن طاقة الوضع للماء تتحول بكاملها تقريبا إلى طاقة حركية تدير التوربين.
- يدير التوربين بدوره مولد الكهرباء في معمل التوليد وينشأ التيار الكهربائي.

يعتمد مردود هذه العملية على كفاءة تدوير العنفات، ومقدار الطاقة المهدورة بالاحتكاك خلال التدوير.
- في المولد الكهربائي تتحول طاقة التدوير الآلية بواسطة المجال المغناطيسي العالي الموجود به إلى توليد الطاقة الكهربائية بالحث المغناطيسي، تماما كما في مولد الدراجة (يسمى أحيانا "الدينامو") أو السيارة.
- أخيرا تنقل الطاقة الكهربائية المولدة إلى شبكة التغذية بتوتر عال لتقليل الهدر الناجم عن مقاومة التيار الكهربائي في الأسلاك.

تستعمل تقنيات أخرى في توليد الطاقة الكهرَمائية، كاستخدام طاقة المياه الحركية في الأمواج مثلا أو طاقة المد والجزر.

## قدرة محطة كهرومائية
في المعادلة المذكورة اعلاه لا تقل شيئا عن المعدل الزمني لانهيار المياه، وهذا لا بد من أخده في الحسبان حيث يمكن لكمية الماء أن تنهدر خلال ثانية واحدة أو خلال شهر مثلا، فيكون معدل إنتاج الكهرباء أيضا مختلفا.
وعمليا يستخدم المهندسون معادلة تشبه المعادلة السابقة تاخذ معدل تدفق المياه في الثانية، كما تأخذ في الحسبان كفاءة عمل التوربين والمحول الكهربائي.
تعتمد قدرة محطة توليد مائية P على تدفق الماء Q (بالمتر المكعب في الثانية) وارتفاع تدفق الماء
h بالمتر وكفاءة η التوربين والمولد الكهربائي والمحول الكهربائي في تحويل طاقة الحركة إلى طاقة كهربائية.
وبالنسبة إلى الكفاءة فهي تحتسب بالتقريب بنحو 85% بالنسبة لمحطات القوى المائية، كما يفضل المهندسون حسبا تدفق الماء بالمتر مكعب/ثانية Q من الماء بدلا من كيلوجرام/ثانية، فتكون معادلة القدرة كالآتي وهي تأخذ في الاعتبار كفاءة التوربين والمولد الكهربائي η ، كالآتي:
{\displaystyle P=Q\cdot h\cdot 8,5\,\mathrm {kN} /\mathrm {m} ^{3}}
حيث: g عجلة الجاذبية الأرضية ، وρ كثافة الماء كيلوجرام/متر3
```
(ملحوظة:(
g
 • 
ρ
 • 
η
 ≈ 8,5
 
kN /
M
3
)
```

وحسبنا هذا الثابت بوحدة كيلو نيوتن /متر مكعب من أجل حساب معدل تدفق الماء Q بالمتر مكعب/ثانية، ونحسب الارتفاع بالمتر، فنحصل على القدرة الكهربائية الناتجة بالكيلوواط)
مثال:
في توربين سد مائي يبلغ ارتفاعه 6 متر يمر ماء بحجم 20 متر مكعب/ثانية. بالتعويض عن تلك القيم في معادلة القدرة نحصل على قدرة المحطة:
P = 20 m³/s • 6 m • 8,5 kN/m³ = 1020 kW
أي أن قدرة المحطة تبلغ 1020 كيلوواط
أي تبلغ 1.02 ميجاواط
وتختلف قدرة كل سد مائي في توليد الكهرباء بحسب أرتفاع منسوب الماء فيه وكمية الماء التي تندفع في التوربين أو التوربينات وكفاءة التوربين والمحول الكهربائي ، كما تقول لنا معادلة القدرة. أكبر محطة لتوليد الكهرباء من سد مائي هي 18.000 ميجاواط وتوجد في الصين الشعبية.
تتميز محطات القوى التي تنتج الكهرباء من ماء السدود بدرجة كفاءة عالية. فكفاءة التوربينات والمولدات الكهربائية قد تصل إلى 90% في تحويل طاقة الحركة (اندفاع الماء) إلى طاقة كهربائية.

## الاستخدام العالمي ومزايا الطاقة الكهرُومائية

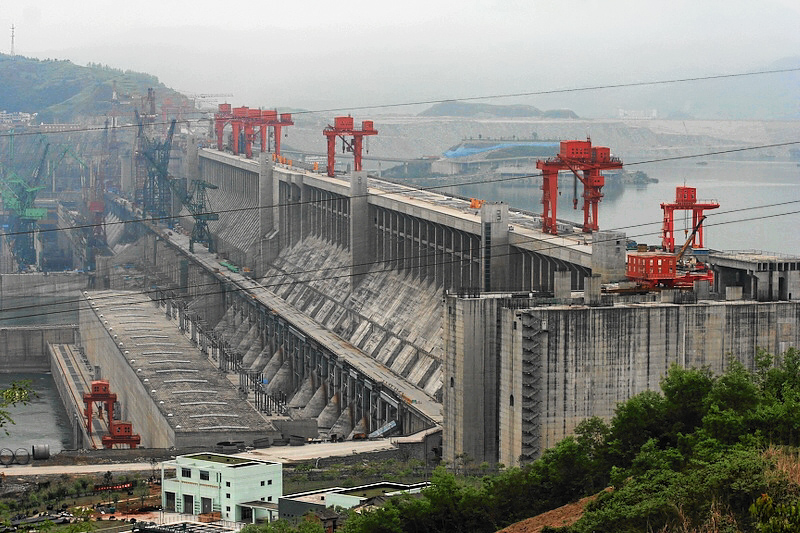
سد الصين العظيم

تقدر حصة الطاقة الكهرومائية بنسبة 19 بالمئة من إنتاج الطاقة الكهربائية العالمي(المصدر: الويكي الفرنسية). وتكمن أهميتها في أنها من مصادر الطاقة المتجددة، والأقل خطرا على البيئة مقارنة بمعامل الكهرباء الحرارية التي تعمل بالوقود العضوي (فحم، نفط...) أو النووي.
و بشكل عام، تعتبر عملية توليد هذا النوع من الطاقة عالية المردود، إذ يصل مردودها إلى نسبة 80% - 90% وأكثر.
أكبر قدرة لمحطة توليد مائية موجودة حاليا تصل إلى 18 جيجاواط (سد الصين العظيم).

## التخزين
الطريقة الوحيدة المستعملة حاليا في خزن الطاقة الكهربائية، والتي تتناسب مع الكميات الهائلة من الطاقة المخزَّنة والمسترجعة، هي طريقة ضخ المياه إلى خزان علوي عند توفر فائض من الإنتاج ثم استعمال هذه المياه المخزنة لتولد الطاقة عند ذروة الطلب. وهذه الدورة يمكن أن تكون يومية أو أسبوعية أو فصلية. وتسمى بتقنية الطاقة الكهرومائية بالضخ والتخزين [الفرنسية]

## الإمكانات المستقبلية
تُعد الإمكانات التقنية لتنمية الطاقة الكهرومائية في مختلف أنحاء العالم أعظم بكثير من الإنتاج الفعلي: إذ تبلغ نسبة الطاقة الكهرمائية المحتملة التي لم تُطوَّر 71% في أوروبا، و 75% في أميركا الشمالية، و 79% في أميركا الجنوبية، و95% في أفريقيا، و 95% في الشرق الأوسط، 82% في آسيا والمحيط الهادئ. بسبب الوقائع السياسية لخزانات المياه الجديدة في الدول الغربية، والقيود الاقتصادية في العالم الثالث والافتقار إلى نظام نقل في المناطق غير المتقدمة، من المحتمل تنمية 25% من الإمكانيات المتبقية القابلة للاستغلال التقني قبل عام 2050، مع وجود الجزء الأكبر منها في منطقة آسيا والمحيط الهادئ. نجحت بعض البلدان إلى حد كبير بتنمية قدراتها في مجال الطاقة المائية، ولم يعد لديها سعة كافية للنمو: إذ تنتج سويسرا 88% من إمكاناتها، وتنتج المكسيك 80%